# Конверсия (в интернет-маркетинге)
Конверсия в интернет-маркетинге — это отношение числа посетителей сайта, выполнивших на нём какие-либо целевые действия (скрытые или прямые указания рекламодателей, продавцов, создателей контента — покупку, регистрацию, подписку, посещение определённой страницы сайта, переход по рекламной ссылке), к общему числу посетителей сайта, выраженное в процентах. Например: у вас имеется интернет-магазин по продаже какой-либо продукции. Допустим, что в сутки на него заходит 500 уникальных посетителей. В течение этих суток в вашем магазине совершается 7 разных покупок. Чтобы найти конверсию, количество покупок делится на количество посетителей: 7/500 = 0,014 = 1,4 %.
Успешная конверсия по-разному трактуется продавцами, рекламодателями или поставщиками контента. К примеру, для продавца успешная конверсия будет означать операцию покупки потребителем, который заинтересовался в продукте, нажав на соответствующий рекламный баннер. Для поставщика контента успешная конверсия может быть регистрацией посетителей на сайте, подпиской на почтовую рассылку, скачиванием программного обеспечения или какими-либо другими действиями, ожидаемыми от посетителей.

## Измерение конверсии
Для сайтов, целью которых является побуждение к реальным действиям (в офлайне, например, посещение магазина или телефонный звонок), подсчёт конверсии становится затруднительным мероприятием — походы в магазин не отслеживаются на сайте. В этом случае решением может стать:
- Использование Call tracking'а (отслеживания звонков).
- Опрос каждого посетителя магазина или позвонившего, как он узнал о деятельности фирмы.
- Маркировка номера телефона с помощью имени контактного лица (размещается рядом с номером телефона), по количеству обращений по имени подсчитывается количество звонков.
- Размещение на сайте промокода, связанного с сессией посетителя. При звонке менеджер просит клиента продиктовать данный промокод.
- Google предлагает использовать инструмент HubSpot в комбинации с Google Ads для отслеживания офлайн конверсий[2].

## Методы увеличения конверсии вэлектронной коммерции
Среди множества методов увеличения конверсии можно выделить следующие наиболее существенные:
- с первых строк сообщать уникальное торговое предложение, почему стоит сотрудничать именно с этим сайтом;
- разрабатывать сайт в соответствии с требуемыми целями конверсии;
- улучшать контент (текст, качественные изображения, 3D-модели товаров, видеоролики и т. д.) для убеждения пользователей;
- повышать удобства (юзабилити) сайта для уменьшения барьеров на пути к необходимой конверсии;
- грамотно выстраивать навигацию по сайту, чтобы пользователь не затрачивал лишних усилий на размышления «куда нажать»;
- размещать на страницах сайта информацию, доказывающую надёжность компании и качество предоставляемых услуг: отзывы пользователей, сертификацию товаров, фотографии этапов изготовления товара, описание процесса оказания услуг и работы с клиентом;
- формировать облик надёжности и доверия путём размещения на сайте логотипов сторонних организаций с хорошей репутацией, а также профессиональным дизайном самого сайта;
- на каждой странице сайта размещать понятный и простой призыв к действию в виде текста, изображения, кнопки, формы обратной связи, онлайн-консультанта и т. д.;
- автоматизировать персонализацию сайта (Кастомизация) для динамического отображения контента и предложений, которые интересны конкретному посетителю;
- повышать безопасность сайта путем получения SSL-сертификата и HTTPS-протокола, которые покажут, что проводить платежи банковской картой безопасно.